# Vendoire
Vendoire är en kommun i departementet Dordogne i regionen Nouvelle-Aquitaine i sydvästra Frankrike. Kommunen ligger i kantonen Verteillac som tillhör arrondissementet Périgueux. År 2022 hade Vendoire 135 invånare.

## Befolkningsutveckling
Antalet invånare i kommunen Vendoire
Referens:INSEE